# رحاب (دوعن)

'

تعديل مصدري - تعديل

رحاب هي إحدى قرى عزلة صيف بمديرية دوعن التابعة لمحافظة حضرموت، بلغ تعداد سكانها 886 نسمة حسب تعداد اليمن لعام 2004.